# Bondues
Bondues – miejscowość i gmina we Francji, w regionie Hauts-de-France, w departamencie Nord.
Według danych na rok 1990 gminę zamieszkiwało 10 281 osób, a gęstość zaludnienia wynosiła 788 osób/km² (wśród 1549 gmin regionu Nord-Pas-de-Calais Bondues plasuje się na 80. miejscu pod względem liczby ludności, natomiast pod względem powierzchni na miejscu 175.).